# End zone

Schemat boiska do futbolu amerykańskiego

End zone, pole punktowe – pas (prostokąt) na obu krańcach boiska do gry w futbol amerykański i kanadyjski. Jego szerokość wynosi 53 jardy (48 m – całe boisko), a długość to 10 jardów (9 m). Ta część boiska ograniczona jest przez linie końcowe, boczne i punktowe.
W momencie, gdy ofensywny gracz dotrze z piłką do pola punktowego, to jego drużyna zdobywa przyłożenie (touchdown).